# Stornarella
Stornarella – miejscowość i gmina we Włoszech, w regionie Apulia, w prowincji Foggia.
Według danych na rok 2004 gminę zamieszkiwało 5029 osób, 152,4 os./km².